# الغواصة الألمانية يو-309
غواصة يو-309 غواصة يو بوت ألمانية من الفئة السابعة سي بنيت لسلاح بحرية ألمانيا النازية كريغسمارينه، في أحواض فليندر فيرك خلال الحرب العالمية الثانية.